# Garry Winogrand

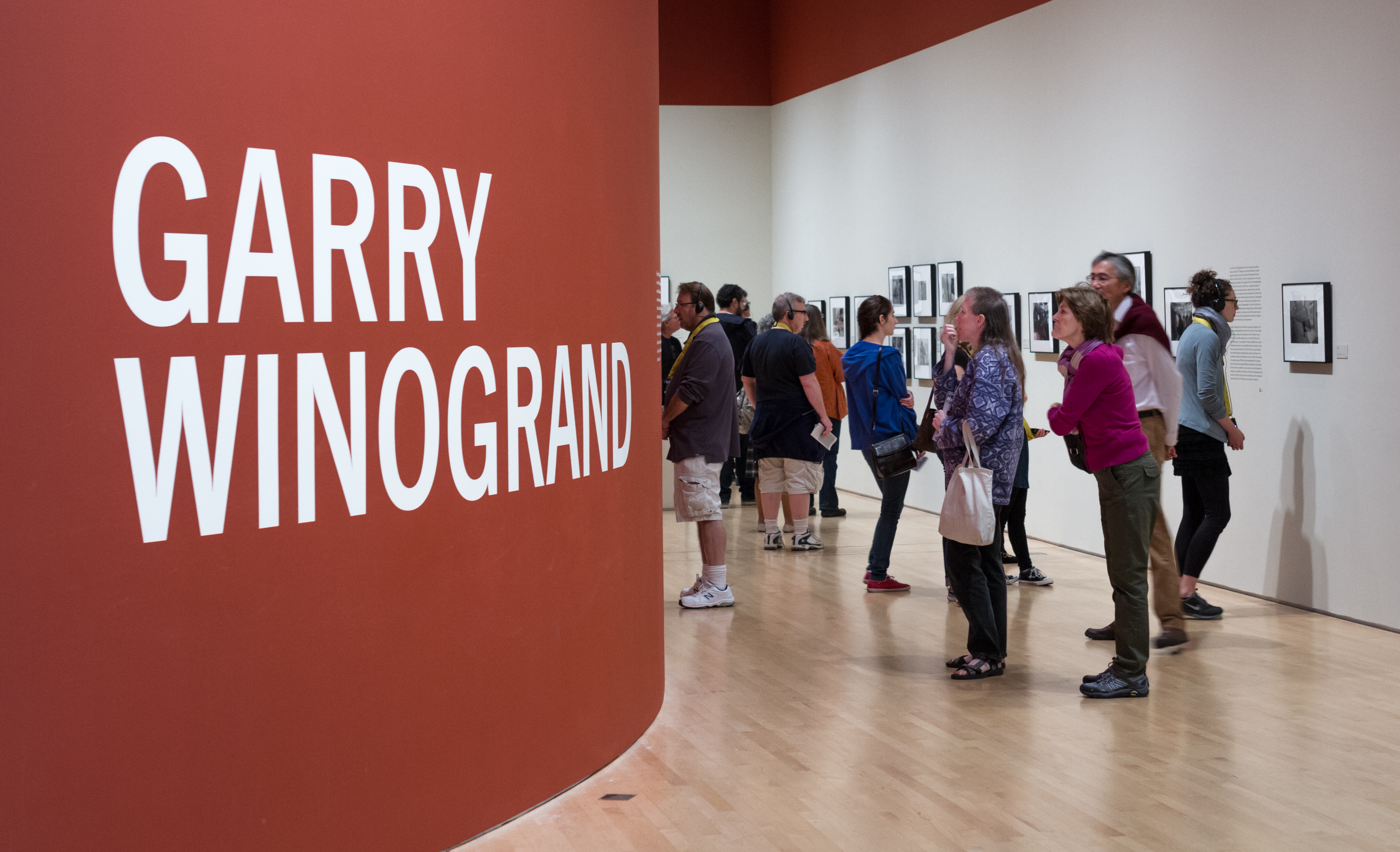
Tentoonstelling van Garry Winogrand in het San Francisco Museum of Modern Art

Garry Winogrand (New York, 14 januari 1928 – Tijuana (Mexico), 19 maart 1984) was een Amerikaans fotograaf. Winogrand werd bekend door onder andere zijn straatfotografie, hoewel hij dit zelf een onzinnige benaming vond.

## Levensloop
Winogrand volgde een kunstschildersopleiding aan het City College in New York in en bekwaamde zich daarna als schilder en fotograaf aan de Columbia-universiteit in New York (1948). Bij Alexey Brodovitch van de New School for Social Research volgde Winogrand in 1951 een cursus fotojournalistiek.
In de jaren 50 werkte hij voor onder andere het Amerikaanse tijdschrift Sports Illustrated. Geïnspireerd door het werk van Walker Evans trok Winogrand op eigen initiatief in 1955 vier maanden door Amerika, waarschijnlijk onbewust, maar gelijktijdig met Robert Frank. De tocht leverde voor Winogrands doen slechts weinig foto's. Totaal zijn van deze tocht slechts 35 films in de archieven gevonden.
Winogrand heeft zelf altijd aangegeven dat hij rond 1960 pas een serieus fotograaf werd.
In 1973 doceerde Winogrand fotografie aan de Universiteit van Texas in Austin en het Art Institute of Chicago.
In de loop van zijn carrière is zijn werk bekroond met verschillende prijzen waaronder de Guggenheim Fellowship Award (1964, 1969, 1979) en de National Endowment of the Arts Award (1979). De Guggenheim Awards gaven Winogrand de gelegenheid om zich fotografisch te verdiepen in het Amerikaanse dagelijkse leven.
Winogrand is driemaal getrouwd geweest, 1952, 1967 en 1972 en had drie kinderen. In 1984 overleed de fotograaf aan galblaaskanker. Na zijn dood liet hij een groot onbewerkt archief achter: 2.500 rolletjes onontwikkelde film, 6.500 rolletjes ontwikkelde film en 3000 contactvellen die nog onbekeken waren. Bij elkaar 12.000 rolletjes of circa 432.000 foto's die Winogrand nooit heeft gezien.

## Winogrands stijl

### Vorm versus inhoud
Garry Winogrand vond vorm belangrijker dan inhoud. Het ging er niet om wat er op een foto was te zien, maar hoe het gefotografeerde op een foto werd afgebeeld. Een foto hoefde er bovendien niet op een specifieke manier uit te zien: "Er zijn geen formele regels van compositie waaraan een foto moest voldoen." Zo ook vermeed hij de optische vertekeningen zoals extreme groothoeklenzen veroorzaakten.
Winogrand probeerde de wereld die hij bekeek door zijn zoeker "te veranderen". Je leert niets van herhalen wat je al kent, dus ik blijf proberen het telkens onbekend te maken. Zodra hij in de camera een beeld herkende dat hij al gemaakt, veranderde hij iets aan dat beeld (standpunt, juxtapositie, afstand tot het onderwerp). Winogrand beschreef deze manier van werken als het telkens weer creëren en vaststellen van een visueel probleem.

### Onderwerpen
Gary Winogrand werkte veel op straat in New York. Daarnaast fotografeerde hij veel op andere plaatsen zoals rodeo's, vliegvelden en dierentuinen en ook andere onderwerpen: veel vrouwen, maar ook dieren en veel auto's. Omdat hij aangaf dat het onderwerp van zijn foto hem niet boeide, wilde Winogrand niet vastgepind worden als fotograaf van een bepaald onderwerp.

### Juxtapositie als manier van beeld componeren
In zijn fotografie raakte de fotograaf gefascineerd door hoe hij met behulp van juxtapositie in de foto contact kon laten ontstaan tussen vreemdelingen en tussen onderwerpen voor zijn camera. Winogrand ontwikkelde een gevoel dat razendsnel deze situaties kon herkennen. Omdat hij zijn Leica M4 praktisch blind kon instellen, was hij in staat om zeer snel te werken en om in een opslag een bijzondere beweging, houding of juxtapositie te herkennen en vast te leggen.

### Vorm
In tegenstelling tot wat in de jaren 60 gebruikelijk was, hanteerde Winogrand de groothoek niet als een lens om meer van zijn omgeving op de foto te krijgen, maar om zijn onderwerp dichter te kunnen benaderen. Nu kon hij een voorbijganger geheel op de foto krijgen vanaf een nabijer standpunt.
Winogrand kantelde vaak zijn camera. De redenen die hij hiervoor gaf, waren divers en soms ontkende hij het ronduit. Een reden om te kantelen kon zijn dat er dan meer op de foto paste. Anderzijds gaf hij aan dat hij niet kantelde, maar altijd een verticale of horizontale lijn (paal, rand van een gebouw, arm enz) gebruikte als ijkpunt van zijn foto.
Evenals Robert Frank zette Winogrand zijn primair onderwerp tegenover een ruimtelijk diepe. Daarbij plaatste Winogrand z'n onderwerp lang niet altijd in het middelpunt of op de voorgrond van de foto.

### Werkwijze
Winogrand werkte met Leica M4's, later voorzien van een motordrive, en veel met een 28 mm groothoekobjectief. Zijn meeste werk is gemaakt in zwart-wit, op Kodak Tri-X filmrolletje; vanaf circa 1958 werkte hij ook in kleur. Voordat Winogrand zijn films ontwikkelde, liet hij de negatieven een jaar of twee liggen zodat hij niet meer wist wat er op de film te zien was. Hij deed dit met opzet om kritischer te kunnen zijn op z'n contactvellen. Een herinnering (goed of slecht) opgedaan tijdens het fotograferen zelf zou anders te veel van invloed zijn op de keuze van een foto.
Een foto bijsnijden deed hij niet: hij gebruikte het volledige zoekerbeeld.

### Onderwerpen
Garry Winogrand is beïnvloed door Walker Evans en Robert Frank en hun respectievelijke publicaties American Photographs en The Americans. Hoewel sterk verschillend van stijl is het werk van Henri Cartier-Bresson eveneens een andere belangrijke bron van invloed.
Zijn foto's in de Bronx Zoo en het Coney Island Aquarium zijn gebruikt voor het boek The Animals uit 1969. Vrouwen komen prominent in beeld in het werk van Winogrand. De fotoserie Women are Beautiful is geheel aan dit onderwerp gewijd. In 1980 fotografeerde hij de Fort Worth Fat Stock Show and Rodeo. Dit werd een belangrijk thema en resulteerde in een boek.

## Invloeden
Aan Winogrand wordt vaak toegeschreven dat hij een portret van Amerika maakte in de jaren zestig en zeventig van de twintigste eeuw. Fotograaf en kunstcriticus Carl Chiarenza bestrijdt dit echter uitgebreid en onderbouwd. Winogrands werk zou volstrekt niet te vergelijken zijn met het baanbrekende werk The Americans van Robert Frank dat een beeld gaf van Amerika in de jaren 50.
In het werk van Winogrand zijn invloeden terug te vinden van Walker Evans (onderwerpkeuze), Diane Arbus (onderwerpkeuze) en heel duidelijk van Robert Frank (het gebruik van het groothoekobjectief, het kantelen van de camera, vastleggen van een primair onderwerp tegen een ruimtelijke diepte). Henri Cartier-Bressons beslissende moment komt sterk tot uiting in Winogrands werk. Daarnaast was de fotograaf geïnteresseerd in het werk van Eugène Atget, Brassaï, André Kertész en Edward Weston.

## Fotografisch werk
Het werk van Winogrand kwam in de belangstelling op een tentoonstelling in het Museum of Modern Art (MOMA) in New York in 1963. Andere deelnemers aan deze expositie waren Minor White, George Krause, Jerome Liebling en Ken Heyman. In 1966 exposeerde Winogrand in het George Eastman House in Rochester NY met Lee Friedlander, Duane Michals, Bruce Davidson en Danny Lyon. De titel van deze tentoonstelling was "Op weg naar een sociaal landschap (Toward a Social Landscape)". In 1967 nam hij deel aan de expositie "New Documents" in het MOMA samen met Diane Arbus en Lee Friedlander.

### Expositie in Amsterdam
In 2005 was werk van Winogrand te zien in het Fotografiemuseum Amsterdam in de tentoonstelling Garry Winogrand and the American Street Photographers.

## Boeken
- The Animals 1969
- Women are Beautiful 1975
- Public Relations 1977
- Stock Photographs: The Fort Worth Fat Stock Show and Rodeo 1980
- Arrivals & Departures: The airport pictures of Gary Winogrand, 2004

## Citaten
- "I photograph to see what the world looks like in photographs"
- "I like to think of photographing as a two-way act of respect. Respect for the medium, by letting it do what it does best, describe. And respect for the subject, by describing as it is. A photograph must be responsible to both."